# Dalibor Večerka
Dalibor Večerka (* 12. března 2003, Žimrovice) je český profesionální fotbalista, který hraje na pozici středního obránce v Teplicích.

## Klubová kariéra
S fotbalem začínal ve vesničce Žimrovice, odkud se přesunul do Hradce nad Moravicí, a v roce 2015 přestoupil do Opavy. V A-týmu Opavy debutoval 29. srpna 2020 v utkání 2. kola 1. ligy doma proti Karviné, trenér Radoslav Kováč mu dal příležitost v základní sestavě; na levém okraji tříobráncového systému. V základní sestavě dostával příležitost i nadále, v únoru Večerku zbrzdila nákaza koronavirem. Po návratu v březnu 2021 začal převážně dostávat šance na pozici defenzivního záložníka. V závěrečných dvou utkání ligy (Brno a Viktoria Plzeň) dokonce Opavu vedl jako kapitán týmu. V září 2021, poslední den přestupového okna, odešel na roční hostování do pražské Sparty. Ve sparťanské rezervě je taktéž kapitánem. Šanci si opět zahrát v nejvyšší české soutěži dostal, když ho Pražané v lednu 2025 poslali na hostování do Teplic. Hostování však nemělo dlouhého trvání, v půlce ledna byl oznámen trvalý přestup s možností zpětného odkupu.

## Reprezentační kariéra
Trenér David Holoubek Večerku v květnu 2021 pozval do reprezentace do 19 let. V té debutoval 3. června proti Slovensku v rámci přátelského utkání.
Dne 1. června 2022 debutoval v reprezentaci do 20 let, a to při výhře 3:0 nad Chorvatskem. V této kategorii si připsal 4 starty, naposledy v březnu 2024, kdy Česko podlehlo Anglii 1:3.